# 辞海 (三省堂)
辞海（じかい）は金田一京助が編纂し、三省堂から1952年（昭和27年）に刊行された国語辞典。収録語彙は13万語。

## 概要
三省堂では、中学生（旧制）～成人一般向けの中規模国語辞典として、金沢庄三郎が編纂した『辞林』や後継の『広辞林』を刊行し、市場に広く受け入れられていた。
この『辞林』、『広辞林』を含め、中規模国語辞典の多くは、小規模国語辞典に国語項目を追加したり、より詳細に記載したものというより、百科項目を追加したものである。これは、一般社会生活の中で使用する辞書と考えれば確かに便利で実用性が高い。
当時、小学館の『日本国語大辞典』もまだなく、国語項目を広く深く知りたいという需要に応える辞書は少なかった。そこで、本書では、上代から現代に至る幅広い語彙を収録し、語源や語義の変遷、用例などを掲げた中規模国語辞典とした。また、現代についてはアクセントも付加した。見出しは発音式かなづかいによっている。
本書は研究者、国語教師などから高く評価されたが、実際の販売は好調とは言えず、改訂されることなく、品切れとなった。

## 書誌情報
- 1952年（昭和27年）5月1日　初版発行
- 1954年（昭和29年）8月25日　縮刷版発行
- 1974年（昭和49年）1月20日　新装発行